# Тепловы
Тепловы (стар. Теплой) — древний русский дворянский род, одна ветвь герба жалованного поместьем в 1621 году относится к столбовому дворянству.
В Гербовник внесены три фамилии Тепловых:
1. Тепловы, жалованные поместьями в 1621 году (Герб. Часть VIII. № 52).
2. Максим и Прокофий Никифоровичи Тепловы, написанные в служилом списке с поместным окладом в 1704 году (Герб. Часть IX. № 124).
3. Григорий Теплов, произведённый в тайные советники в 1767 году (Герб. Часть I. № 109)[1].

Фамилии Тепловых, многие служили Российскому Престолу дворянские службы в разных чинах, и жалованы были от ГОСУДАРЕЙ в 1621 и других годах поместьями. Внесён в VI часть древнего дворянства Пензенской губернии.
Фамилии Тепловых, Максим и Прокофий Никифоровичи Тепловы, с 1701 года по грамоте Петра I, написаны в Верхоломовской десятне в служилом списке с поместным окладом. Потомки сего рода Тепловы, служили Российскому Престолу дворянские службы в разных чинах и владели деревнями.
Григорий Теплов, сын Николая Теплова в службу вступил в 1736 году. В 1767 произведен тайным советником, и находясь в сем чине, в 1776 году пожалован на дворянское достоинство Дипломом, с коего копия хранится в Герольдии.
- Теплов, Алексей Григорьевич (1757—1826) — русский государственный деятель.

## Описание гербов

#### Герб Тепловых 1785 г.
В Гербовнике Анисима Титовича Князева 1785 года имеется изображение печати с гербом тайного советника, сенатора, почётного члена Императорских академических наук и художеств, автора многих сочинений Григория Николаевича Теплова: щит, расположенный на орденской звезде, поделён наискось из верхнего правого угла к нижнему левому углу, на две части, из коих в верхней части, в золотом поле, серое орлиное крыло, а в нижней части, в чёрном поле, серебряная лампа. Щит увенчан дворянской короной из которой выходит коронованный дворянский шлем с нашлемником в виде двух орлиных крыльев. Цветовая гамма намёта не определена. Щитодержатель: в левой стороны цапля. Вокруг щита орденская лента с орденским крестом.

#### Герб. Часть I. № 109.
Щит, разделённый горизонтально на две части, имеет верхнюю малую, а нижнюю пространную, из коих в
первой в голубом поле изображена серебряная шестиконечная Звезда; во второй части разрезанной диагональной чертой, в правом золотом поле чёрное Орлиное крыло; а в левом чёрном поле горящая
золотая Лампада.
Щит увенчан дворянскими шлемом и короной. Нашлемник: два чёрных Орлиных крыла. Намёт на щите чёрный и голубой, подложенный серебром. Щитодержатели: две Цапли натурального цвета.

#### Герб. Часть VIII. № 52.
Герб рода Тепловых: щит разделён на четыре части, из которых в первой и четвертой частях, в серебряном полях, видны из боков до половины две красные крепости. Во второй и третьей частях, в голубом полях, крестообразно, положены во 2-й части два серебряных карабина, а в 3-й части две золотые стрелы, остриями вверх. Щит увенчан дворянским шлемом и короной с тремя страусовыми перьями. Намёт на щите золотой и красный, подложен голубым и серебром.

#### Герб. Часть IX. № 124.
Герб потомства Максима и Прокофия Тепловых: щит разделён на четыре части, из которых в первой и четвёртой частях, в красном полях, крестообразно, к верхним углам означены серебряная стена и ружьё. Во второй и третьей частях, в голубом полях, изображены золотой крест и шестиконечная звезда и под ними в серебряном поле курящийся фимиам (лампада). Щит увенчан дворянским шлемом и короной с тремя страусовыми перьями. Намёт: голубой и красный подложен золотом.

## Известные представители
- Теплов, Владимир Владимирович (1861—1924) — русский генерал, герой Первой мировой войны, участник Белого движения.
- Агния (Теплова) — игуменья Тульского Успенского женского монастыря.
- Теплов, Николай Афанасьевич (1776—1813) — русский военный, участник Отечественной войны 1812 года.
- Теплов, Николай Сергеевич (1890—1920) — русский офицер, герой Первой мировой войны.